# Germanische Religion
Die Germanische Religion ist ein Sammelbegriff für die polytheistischen religiösen Kulte und Riten der germanischen Stämme und Völker seit der jüngeren Bronzezeit bis zum ausgehenden Frühmittelalter. Die Religion ist von der germanischen Mythologie zu unterscheiden.
Die Germanische Religion wird aufgrund der zeitlichen und lokalen Zuordnung der Quellen in eine Nordgermanische Religion und Südgermanische Religion unterschieden, und durch die Sonderentwicklung der Angelsachsen durch die Übersiedlung auf die britische Hauptinsel in die Angelsächsische Religion.